# Терми Каракалли

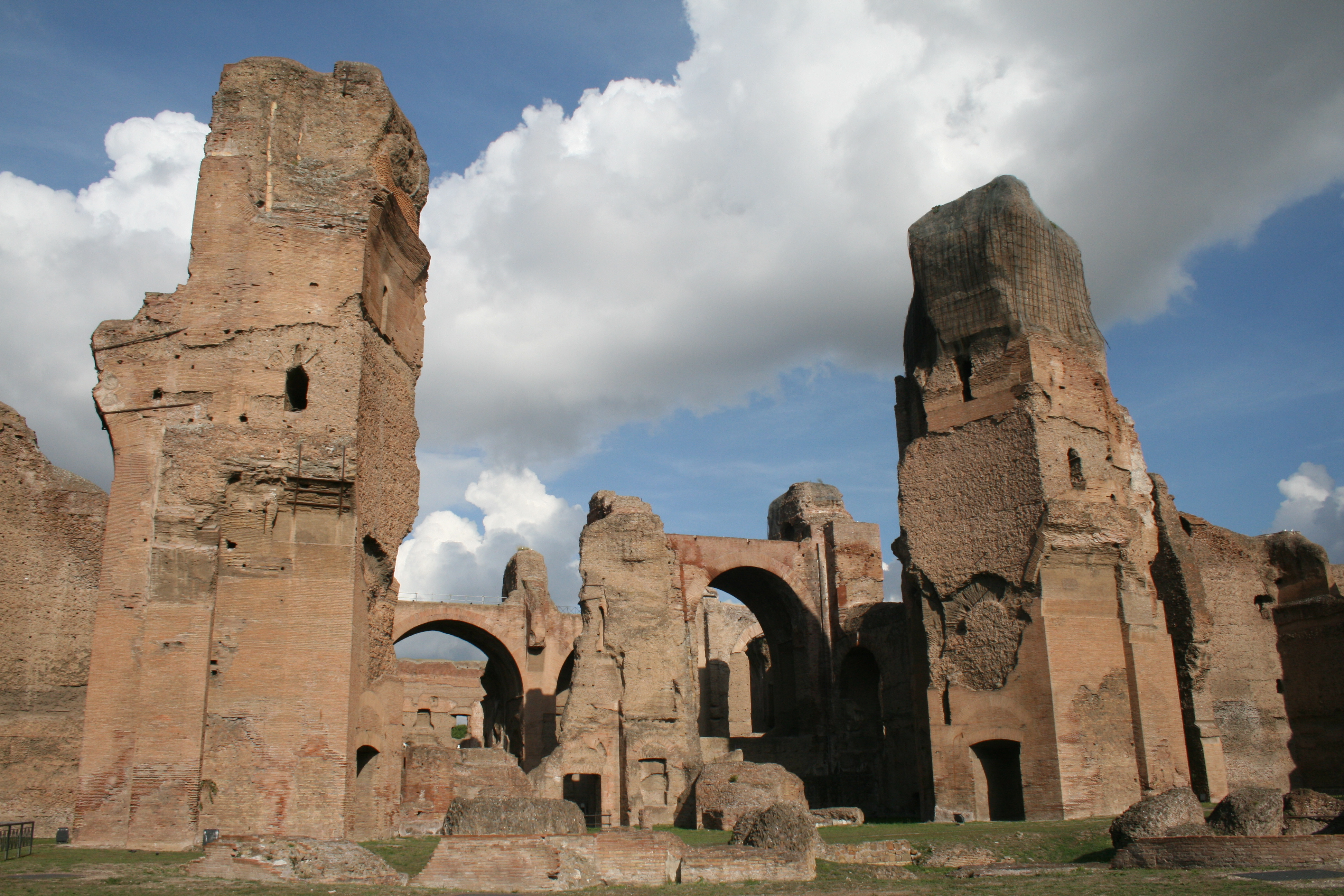
Терми Каракалли. Колишній південний фасад.

Терми Каракалли (лат. Thermae Antoniniana) — лазні імператора Каракалли в Римі, офіційно іменовані Антоніновими. Вони знаходились біля Аппієвої дороги, за Капенськими воротами, між Авентіном і Целієм.

## Історія
Будівництво розпочалося в 212 році та завершено в 217 році вже після смерті імператора. Двір терм Каракалли мав розмір 400 м на 400 м, центральний комплекс — 150 на 200 м. Уже в V ст. н. е. терми Каракалли вважалися одним із чудес Рима. Вони займали площу в 11 га. Головна будівля, «лазневий корпус» лежить в парку, який оточений суцільною лінією різних приміщень. У бронзові палітурки величезних напівкруглих вікон головної зали вставлені тонкі платівки з напівпрозорого каменю кольору слонової кістки. Через це зала освітлена рівним золотистим світлом. Стіни з полірованого мармуру ніби розчинялися у висоті, де ширяло небаченої величини склепіння. Зовні терми Каракалли були облицьовані мармуровими плитами, під мармуром — багатометровою товщею місцевого каменю та бетону — суміші вапна з галькою та піском. З цегли або тесаного каменю римляни викладали ніби шкаралупу будівлі. У неї заливалась бетонна маса. Бетон ставав твердим і був міцний як камінь. Багато будівель, які здаються складеними з окремих плит, насправді складаються з одного отверділого бетонного «шматка». Праворуч і ліворуч від головного входу влаштовані дві великих екседри; перед кожною з них палестра. У задній частині саду (навпроти головного входу), в правому і в лівому кутах дві просторі зали; судячи з їх внутрішнього обладнання, їх слід вважати бібліотеками; з трьох боків вздовж стін йшли низенькі підвищення, по яких піднімалися до ніш, де зберігалися сувої. У центрі між цими залами розташовані ряди сидінь амфітеатру. Ці ряди закруглюються до обох кінцях. Перед ними — стадіон, дивитися на який можна було і з самих терм (із задніх кімнат), і з цього амфітеатру. Над ним вище знаходилися цистерни з водою для терм: 64 склепінних приміщення, які йшли в два ряди і на два поверхи. Вода для цих цистерн була відведена з Аква Марція.
У «лазневий корпус» вело чотири входи; через два центральні входили в криті зали, що були обабіч фригідаріїв. Над фригідаріями даху не було, за ними на одній осі лежала велика зала, яку довгий час помилково приймали за тепідарій, хоча в ній немає ніяких пристосувань для опалення, тепідарій√ і за ним круглий кальдарій, купол якого (35 м в діаметрі) підтримувало вісім потужних пілястр; дві з них і досі стоять на місці. Кальдарій оточували маленькі відділення, де можна було купатися поодинці. Обабіч кальдарія були розташовані кімнати для нарад, рецитації і т. ін. Серед безлічі всіляких приміщень, що знаходилися праворуч і ліворуч від цих призначених для миття кімнат, варто відзначити дві палестри, два великих відкритих двори, оточених з трьох сторін колонадою. Палестри ці розташовані симетрично: одна — на північно-східній, а інша — на північно-західній стороні будівлі, на кожну з них виходила абсида. У підніжжі цих абсид знаходилася знаменита мозаїка з фігурами атлетів, яку поклали ймовірно в до IV ст. н. е. (знайдена в 1824 р., зберігається в Латеранському музеї). Імператори не тільки прагнули до художнього оздоблення своїх терм, не тільки облицьовували стіни мармуром, покривали мозаїками підлоги і ставили чудові колони: вони систематично збирали тут твори мистецтва. У термах Каракалли стояли колись Фарнезський бик, статуї Флори і Геркулеса, торс Аполлона Бельведерського (не рахуючи безлічі інших менш значних статуй). Сюди приходили не тільки змити бруд, але  й відпочивали.
Особливе значення мали терми для бідняків. Недарма один із сучасних вчених назвав терми найкращим подарунком, який імператори зробили римському населенню. Відвідувач знаходив тут і клуб, і стадіон, і сад відпочинку, і будинок культури. Кожен міг обрати собі те, що було йому до смаку: одні, помились і сідали поговорити з друзями, йшли подивитися на боротьбу і гімнастичні вправи і самим зайнятися ними; інші бродили по парку, милувалися статуями, сиділи в бібліотеці. Люди йшли з запасом нових сил, відпочилі і оновлені не тільки фізично, але й морально.

## Вплив на архітектуру

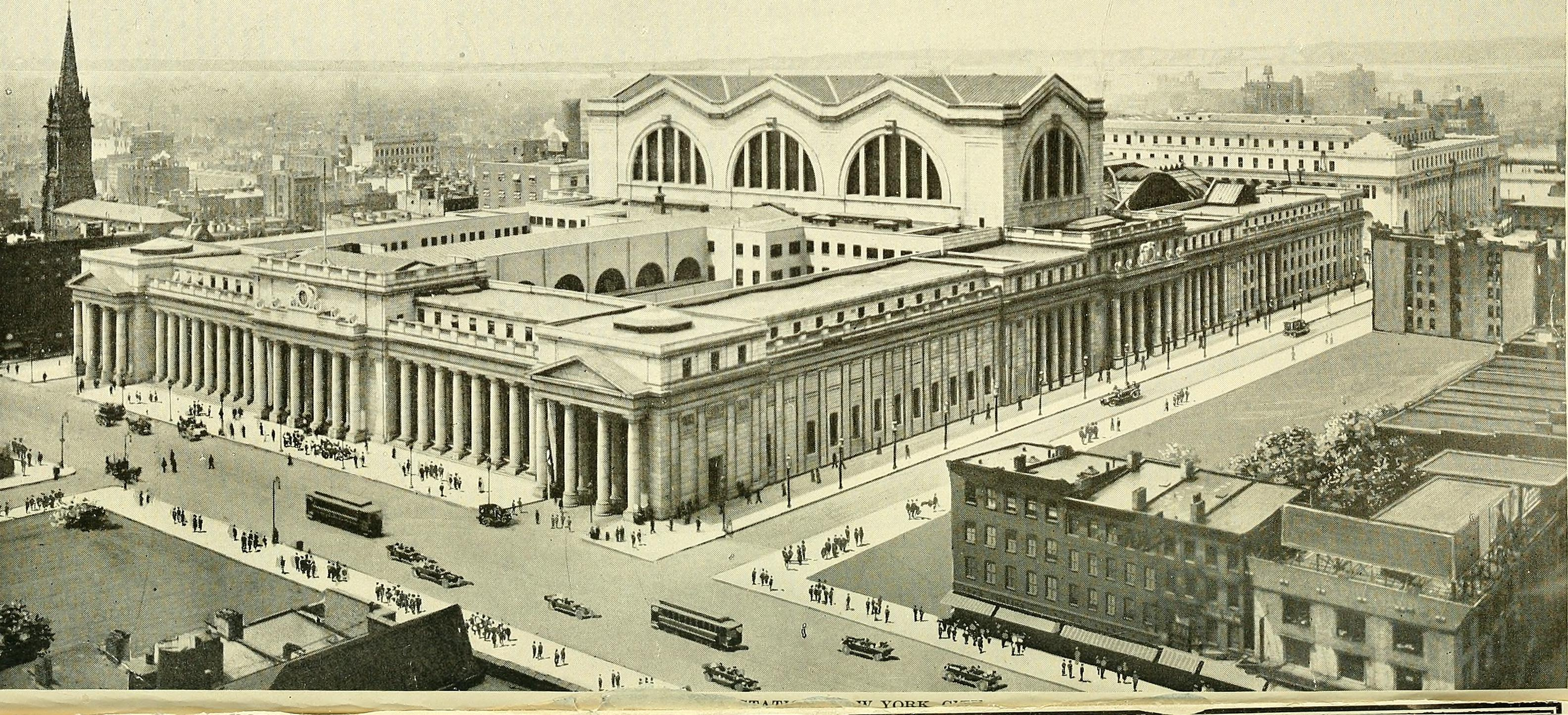
Старе приміщення Пенсильванського вокзалу (1916)

Лазні, особливо їхній фригідарій, справили значний вплив на архітектуру Римської імперії (Терми Діоклетіана) та сучасності (Зала Св. Георга в Ліверпулі, старе приміщення Пенсильванського вокзалу в Нью Йорці). Головна зала Пенсильванського та Чиказького (Chicago Union Station) вокзалів повністю скопійовані з фригідарія термів.

## Галерея

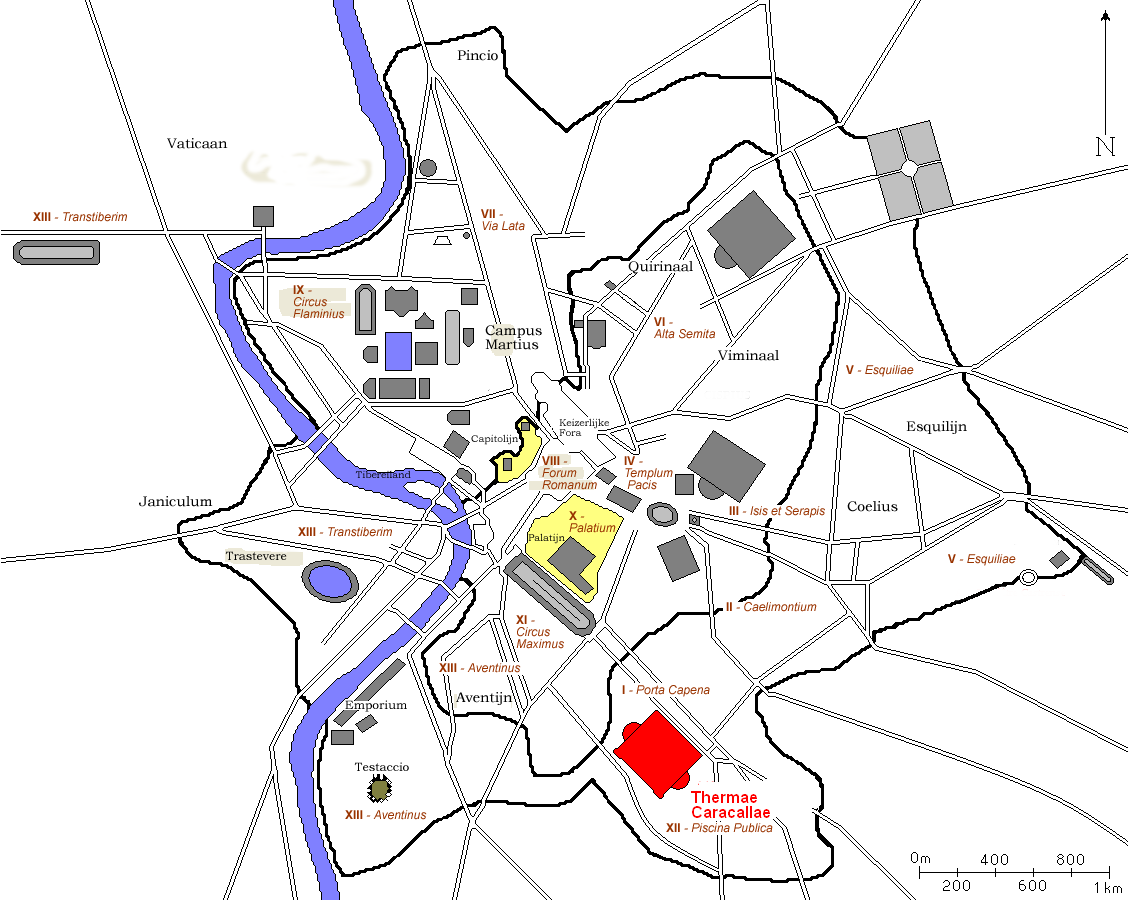
На мапі
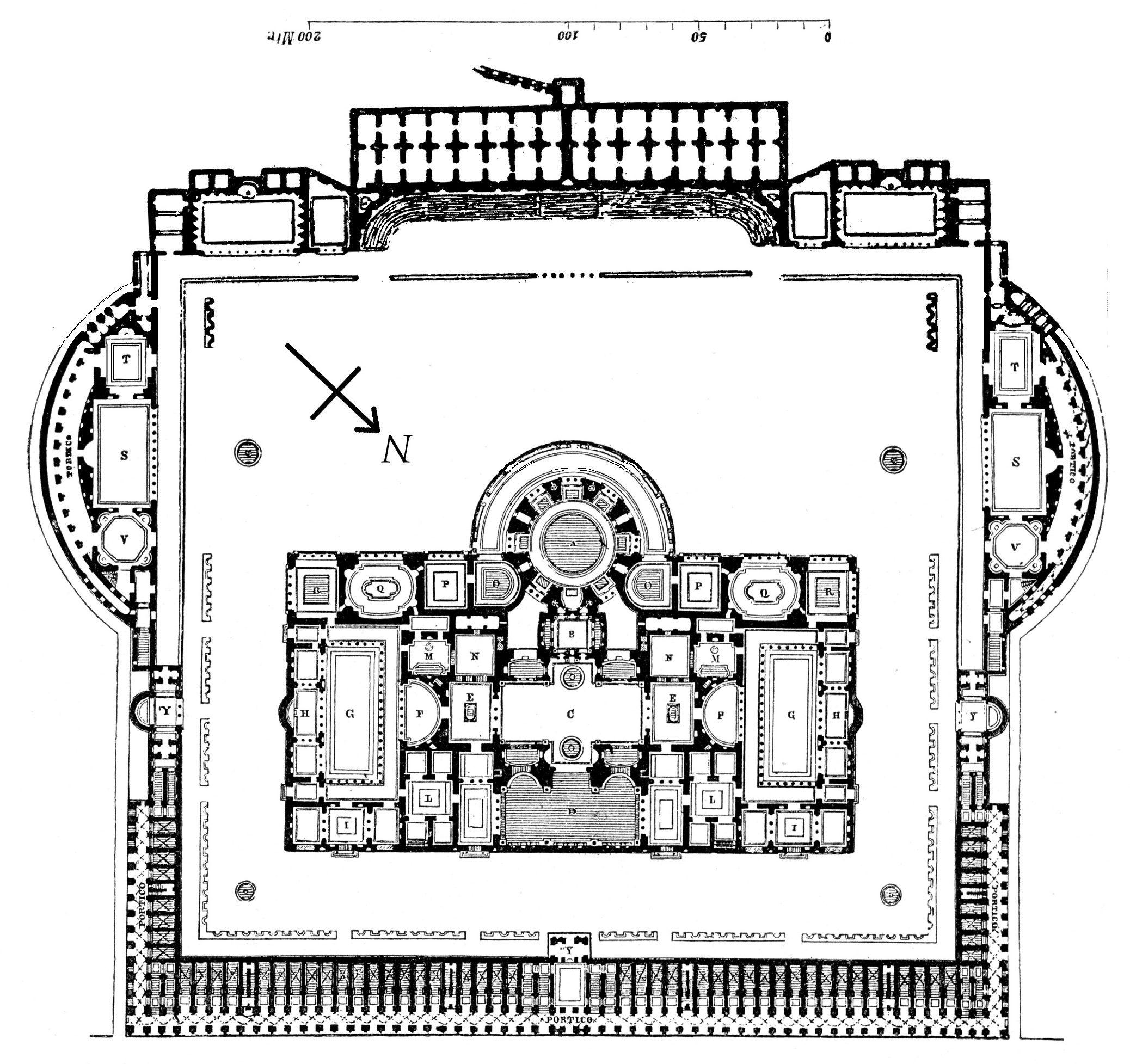
План Реконструкції
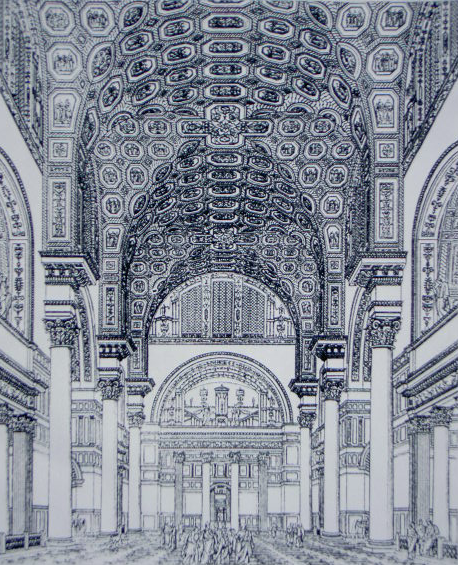
Можливий внутрішній вигляд
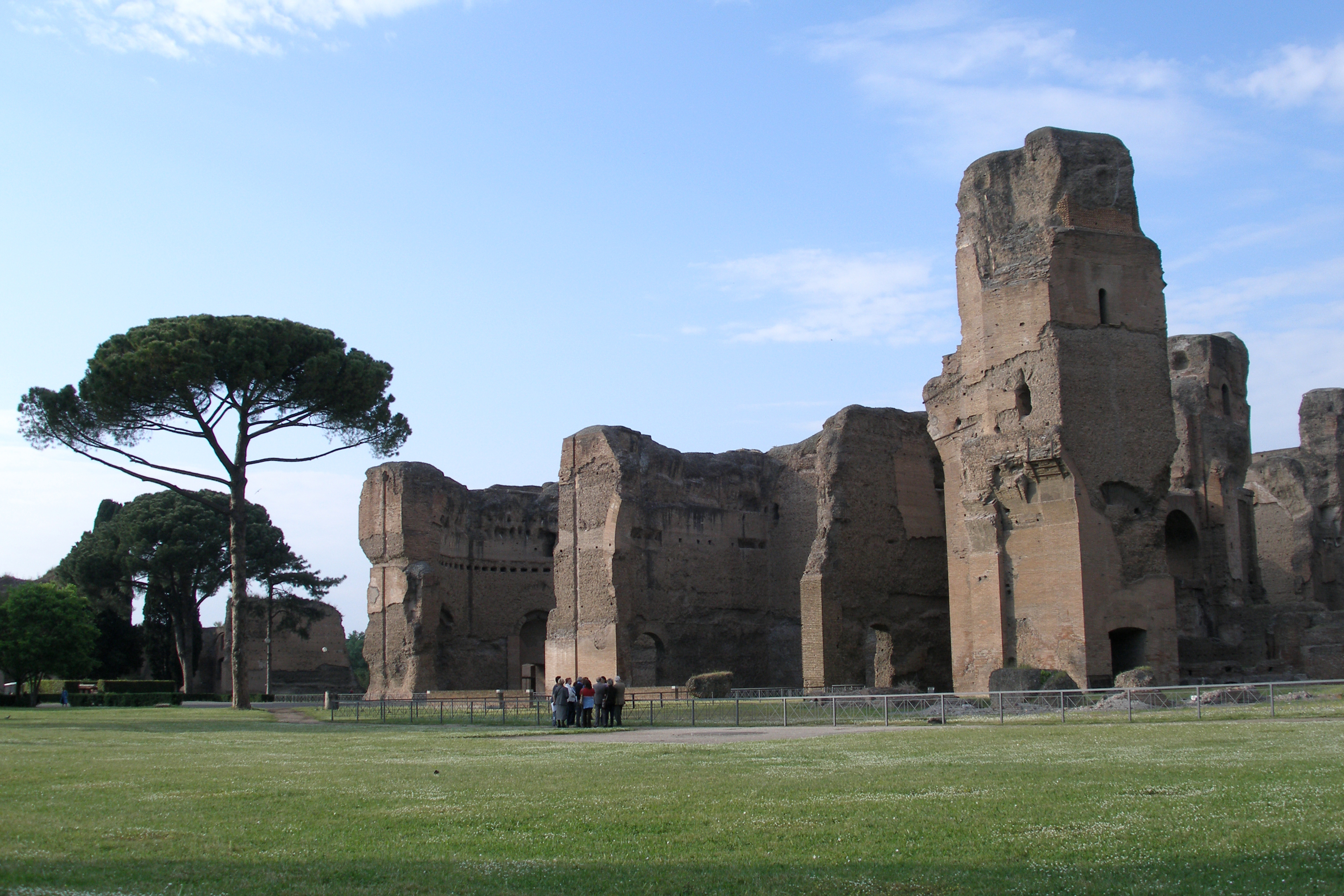
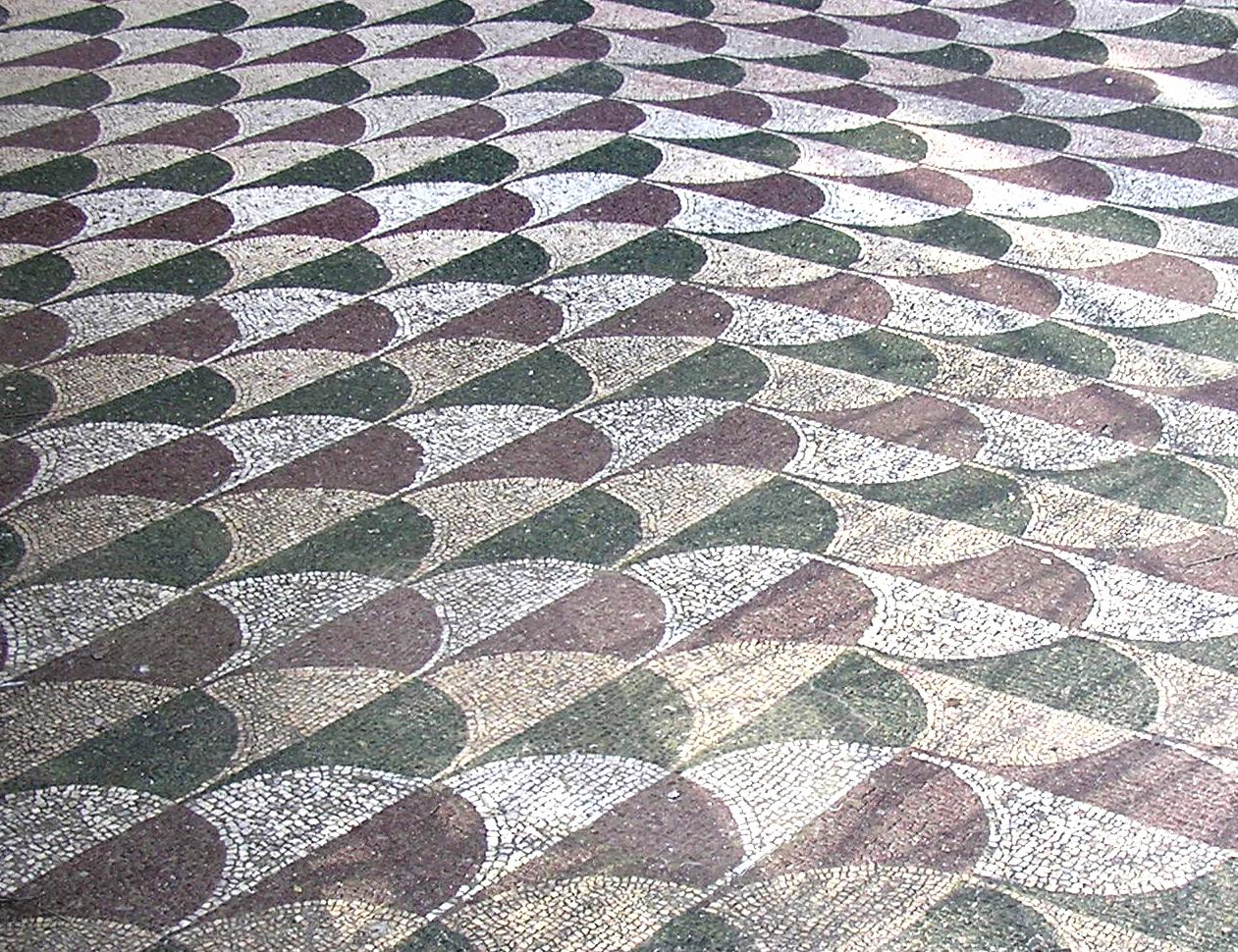
Мозаїка
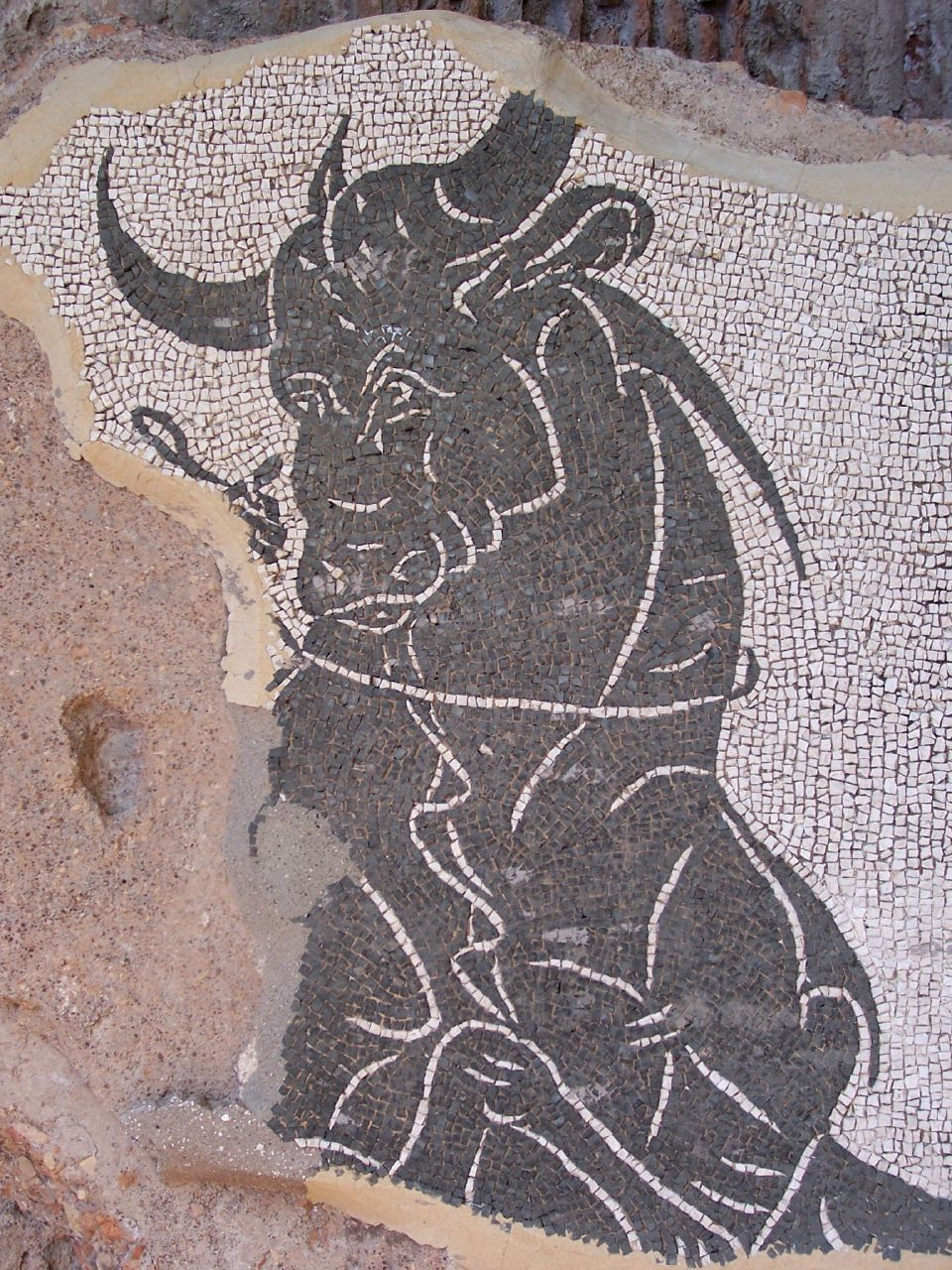
Мозаїка
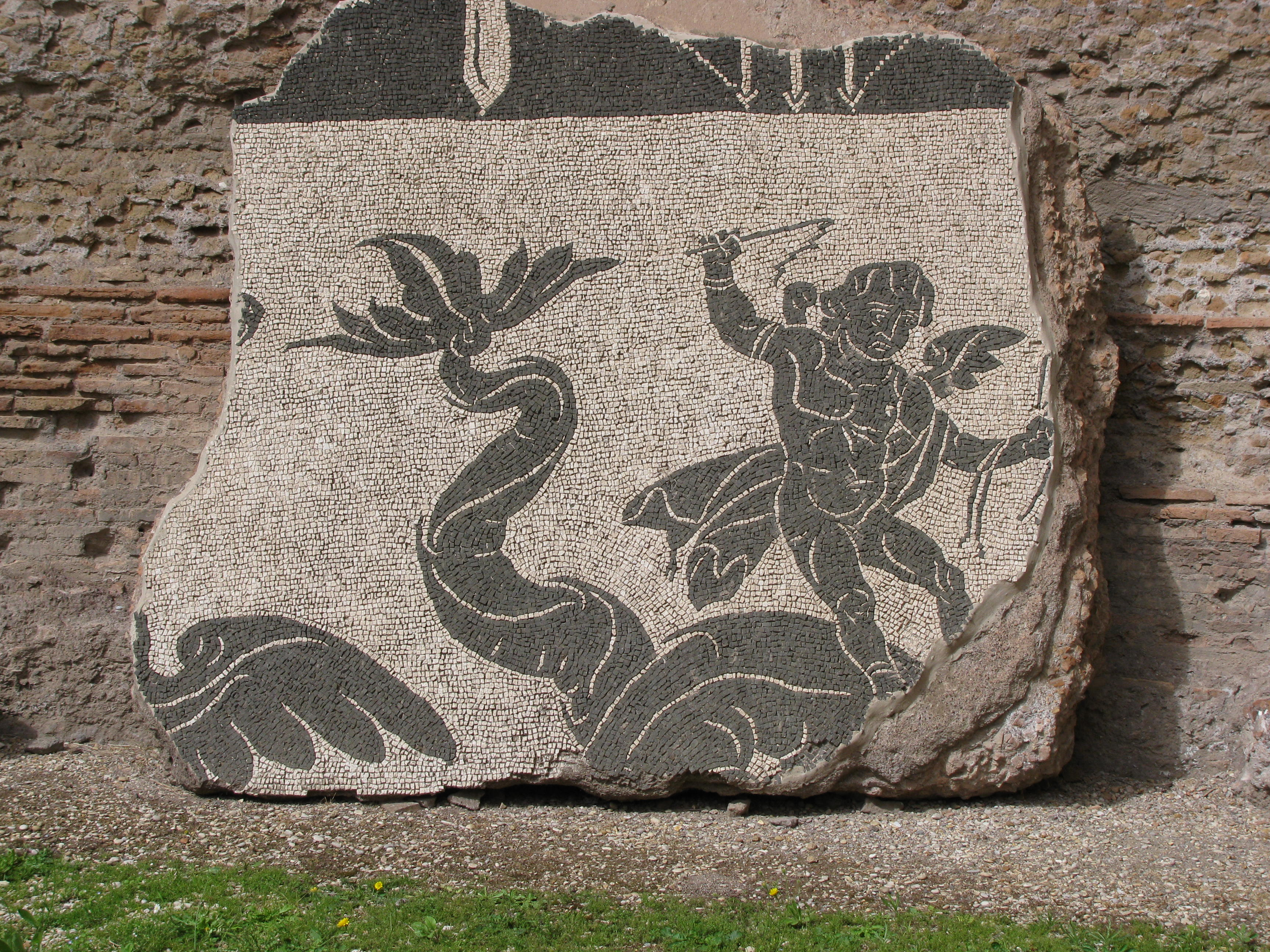
Фрагмент мозаїки
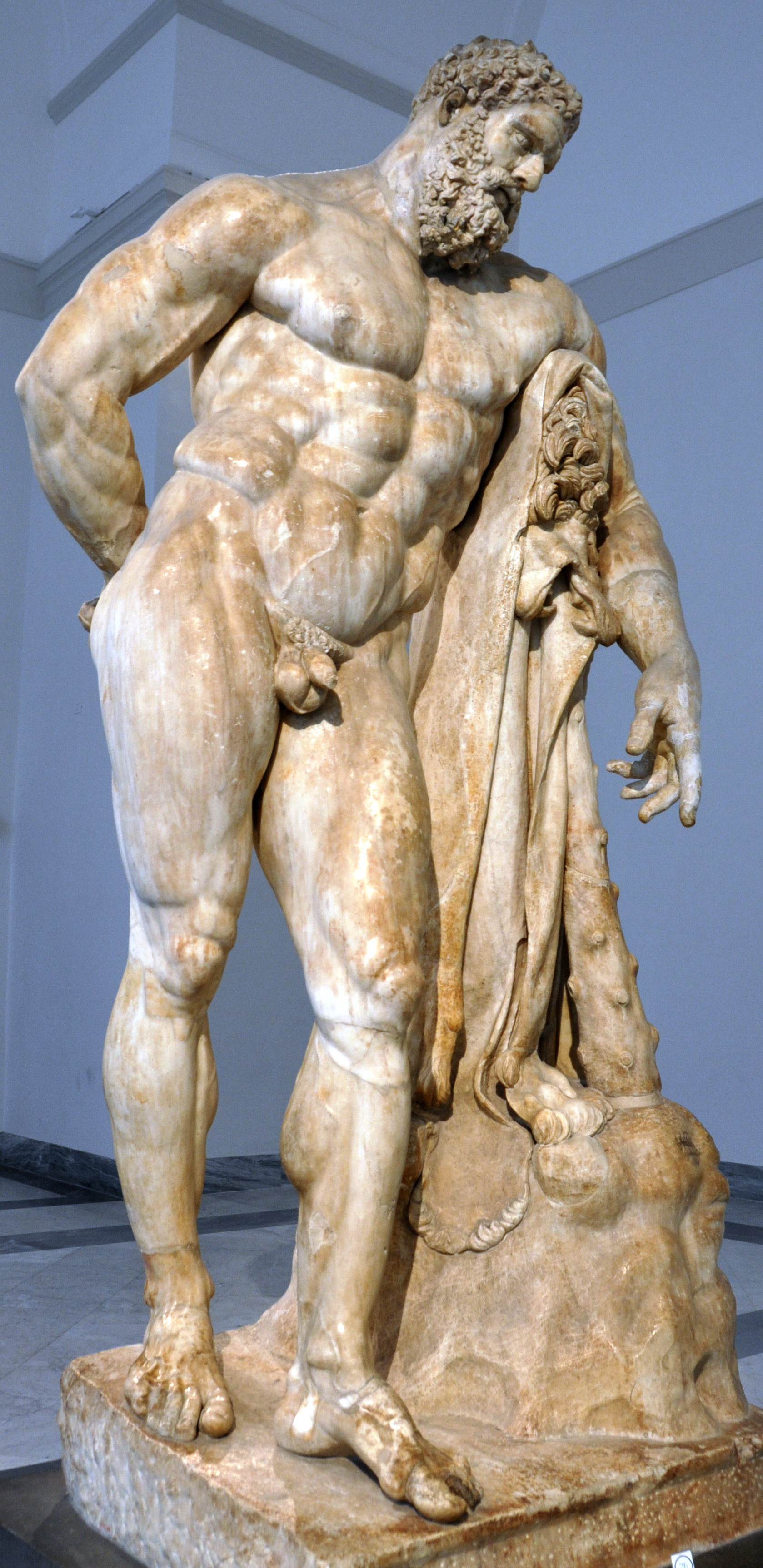
Статуя Геркулеса з Терм
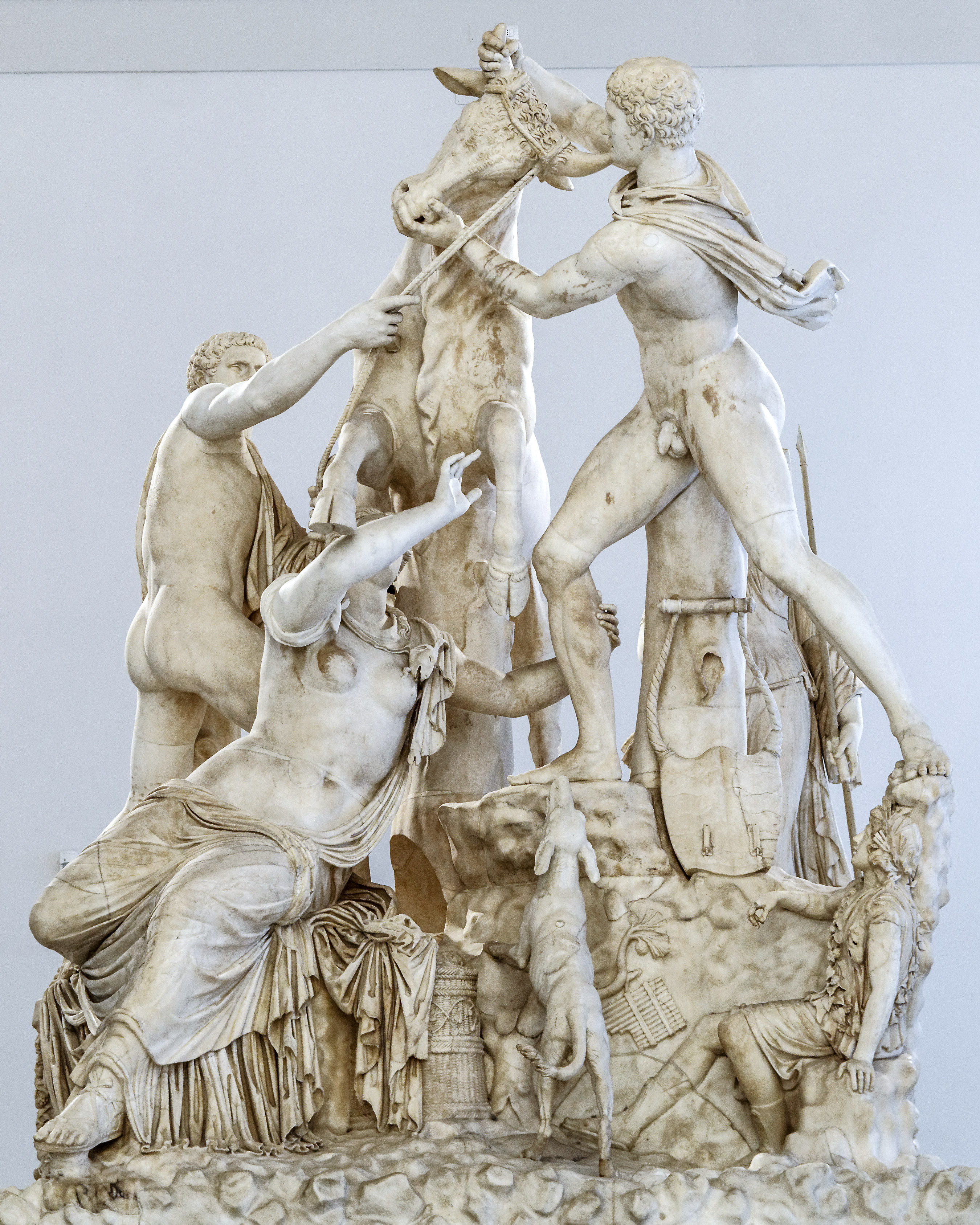
Фарнезький бик
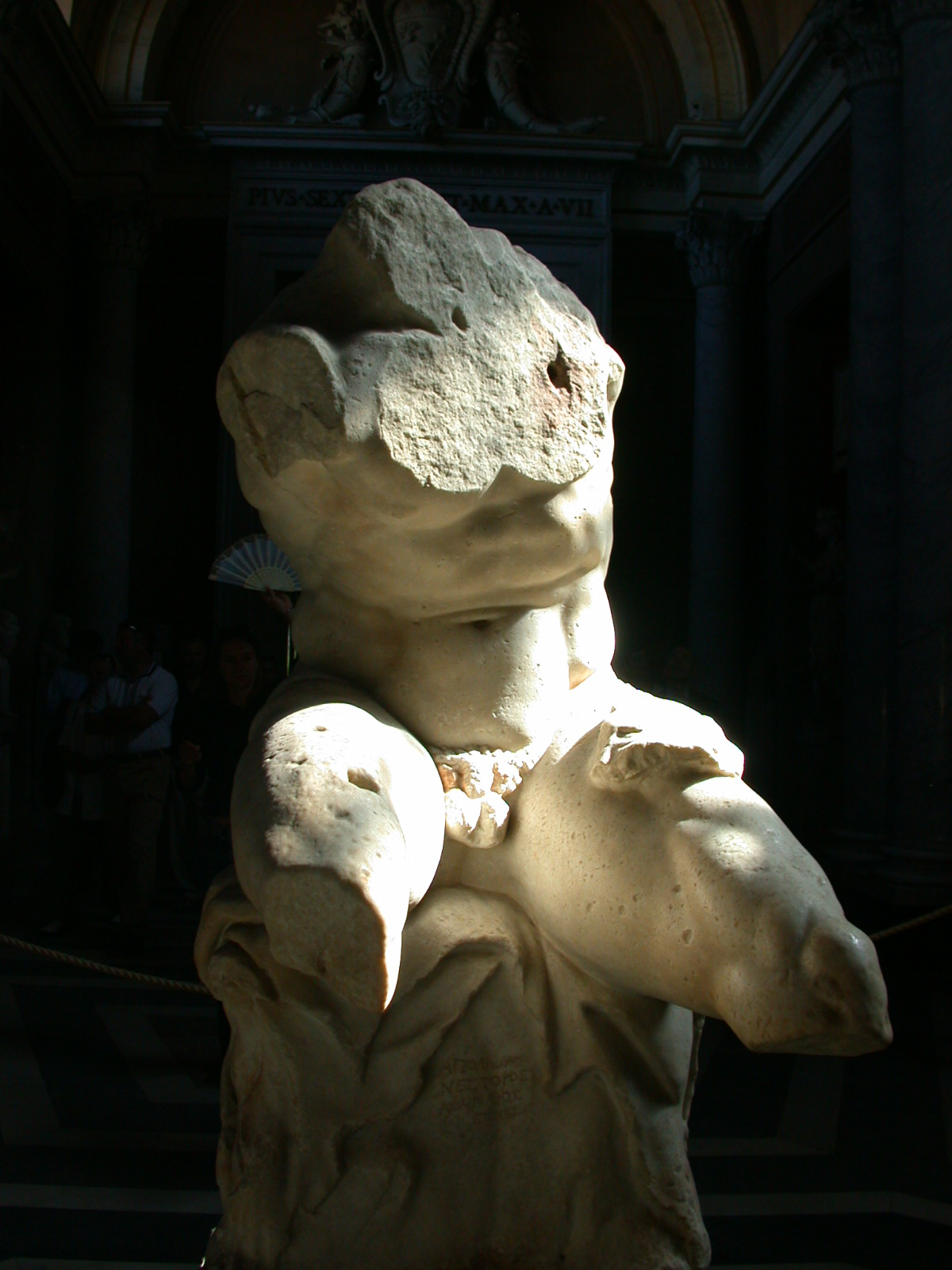
Торс
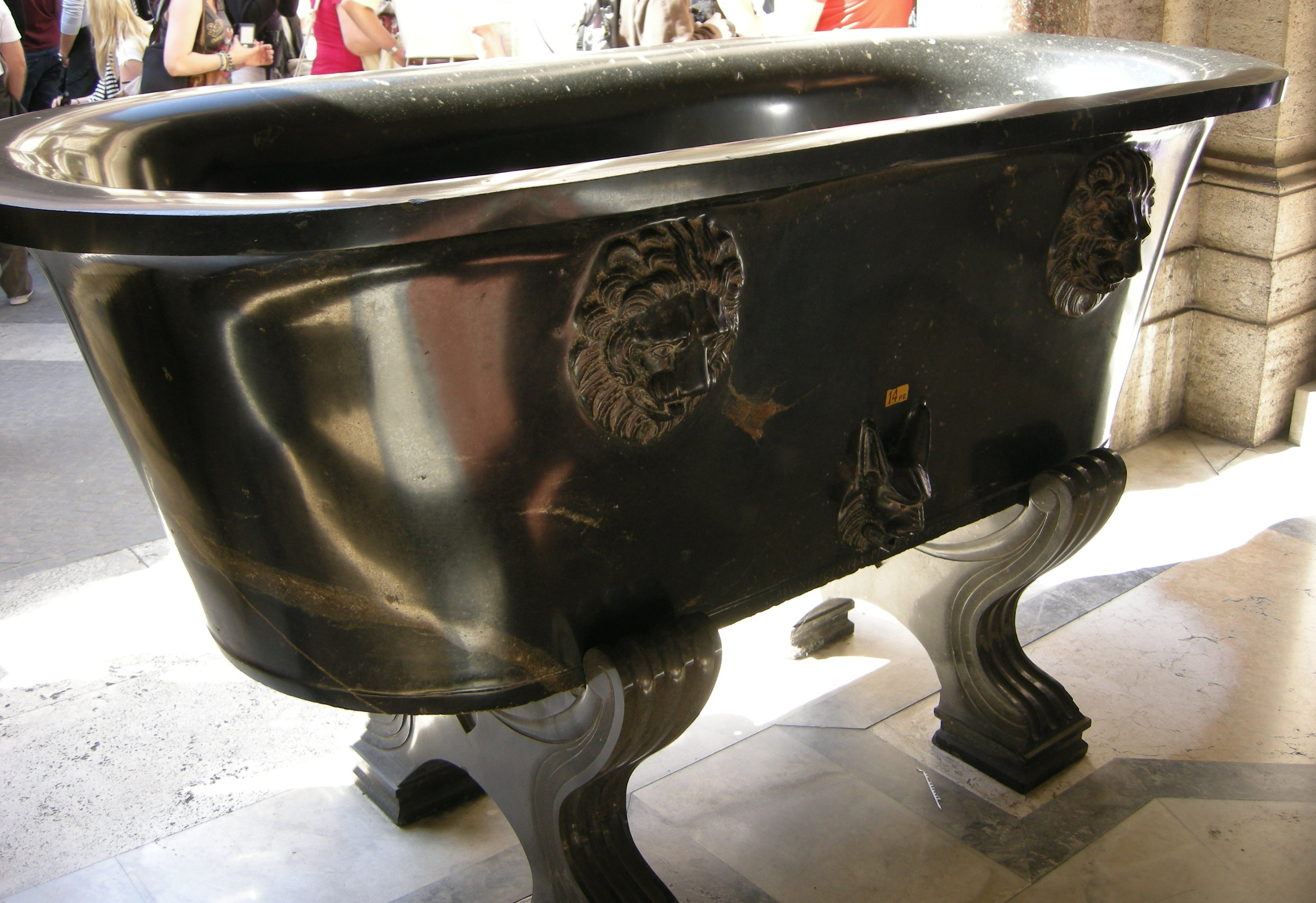
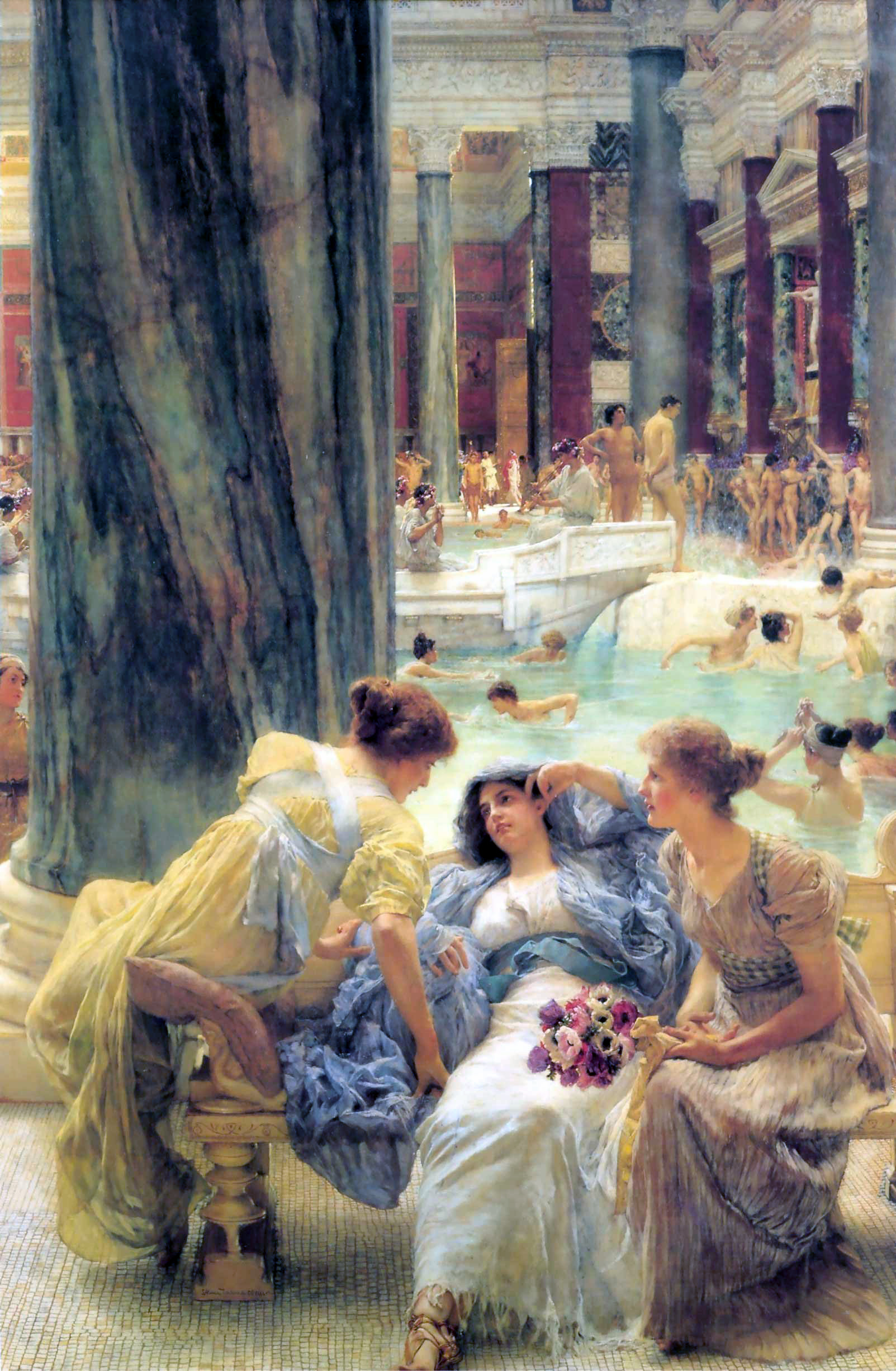